# Hamptjärnen (Själevads socken, Ångermanland)
Hamptjärnen är en sjö i Örnsköldsviks kommun i Ångermanland och ingår i Moälvens huvudavrinningsområde. Sjön har en area på 0,103 kvadratkilometer och ligger 72 meter över havet.

## Delavrinningsområde
Hamptjärnen ingår i det delavrinningsområde (702109-164447) som SMHI kallar för Mynnar i havet. Medelhöjden är 49 meter över havet och ytan är 7,95 kvadratkilometer. Räknas de 267 avrinningsområdena uppströms in blir den ackumulerade arean 2 305,87 kvadratkilometer. Avrinningsområdets utflöde Moälven (Åselån) mynnar i havet. Avrinningsområdet består mestadels av skog (29 procent). Avrinningsområdet har 0,23 kvadratkilometer vattenytor vilket ger det en sjöprocent på 2,9 procent. Bebyggelsen i området täcker en yta av 4,69 kvadratkilometer eller 59 procent av avrinningsområdet.